# Andrzej Alojzy Koźmian
Andrzej Alojzy Koźmian herbu Nałęcz (zm. 1796) – sędzia ziemiański lubelski w 1792 roku, sędzia ziemski lubelski w 1786 roku, podsędek lubelski w latach 1785–1786, cześnik lubelski w latach 1784–1785, łowczy lubelski w latach 1780–1784, wojski większy lubelski w latach 1779–1780, miecznik lubelski w latach 1778–1779, wojski mniejszy lubelski w latach 1777–1778, skarbnik lubelski w latach 1775–1777.
Członek  Lubelskiej Komisji Boni Ordinis w 1782 roku. W 1792 roku był członkiem Komisji Porządkowej Cywilno-Wojskowej województwa lubelskiego. Kawaler Orderu Świętego Stanisława w 1792 roku. W maju 1793 roku wyznaczony przez konfederację targowicką do sądów ultimae instantiae.
Ojciec Kajetana Koźmiana.